# ام‌وی کالیا
ام‌وی کالیا (به انگلیسی: MV Kalia) یک کشتی است که طول آن 357 feet 11 inches می‌باشد. این کشتی در سال ۱۹۹۹ ساخته شد.